# ジーン・セバーグ
ジーン・セバーグ（Jean Seberg,1938年11月13日 - 1979年8月30日）は、アメリカ合衆国アイオワ州出身の女優である。
「セバーグ」と表記されることが多く、日本ではそれが定着しているが実際の発音は「シバーグ」または「スィバーグ」である。

## 来歴
アイオワ州マーシャルタウンにて、スウェーデンからの移民であった薬剤師の父と、代理教員をしていた母との家庭に生まれる。
映画監督のオットー・プレミンジャーに見出され、1957年『聖女ジャンヌ・ダーク』でデビュー。
1958年の『悲しみよこんにちは』に出演。ベリーショートの髪型は「セシルカット」として流行した。同年9月5日、フランスの弁護士、フランソワ・モレイユと結婚。
1960年公開のジャン＝リュック・ゴダールの監督作品『勝手にしやがれ』に主演。ヌーヴェルヴァーグの寵児となる。
この年、夫のモレイユは映画監督への転身をはかり、フランソワーズ・サガンの短編小説を原作とする映画『La Récréation』の制作に着手。当時別居中だったセバーグを主役にすえた。同年、セバーグとモレイユは離婚した。1961年、モレイユとファビアン・コリンが共同監督した『La Récréation』が公開。
アメリカやフランスで30本以上の映画に出演したが、ヒット作には恵まれなかった。
フランスの作家ロマン・ガリーは二人目の夫であり、ガリーの監督作品『ペルーの鳥』『殺し』に出演した。
プライベートでは公民権運動や反戦運動に傾倒し、全国有色人向上協会やブラック・パンサーをサポートしたためFBIからマークされてしまう。特に1970年、彼女の妊娠中に、お腹の子は彼女の夫との子供ではなく、ブラック・パンサーの幹部との子供であるといううわさを流された。セバーグは結局流産してしまうが、父親についてのうわさを否定しようと記者会見で流産した胎児の写真を自ら公表する。胎児にはアフリカ系の特徴は見られなかったが、セバーグが精神面でバランスを崩し始めていることは誰の目にも明らかだった。その後は深刻なうつ病に悩まされたという。
1979年の8月に失踪し、11日後にパリ16区の自宅アパルトマン近くに駐められた自車のルノー後部座席の中からブランケットに包まれた遺体で発見された。アルコールとバルビツールによる自殺であると見られており、手にしていた遺書には『許してください。もう私の神経は耐えられません』と書かれていた。
セバーグは現在、パリのモンパルナス墓地に埋葬されている（写真はw:Image:Seberggrave.jpgを参照）。
1961年に来日しており、二週間ほど日本に滞在し、和服姿で碁を打っている写真が存在する（雑誌「週刊平凡」1961年3月発刊）。

## ギャラリー

『悲しみよこんにちは』(1958年)
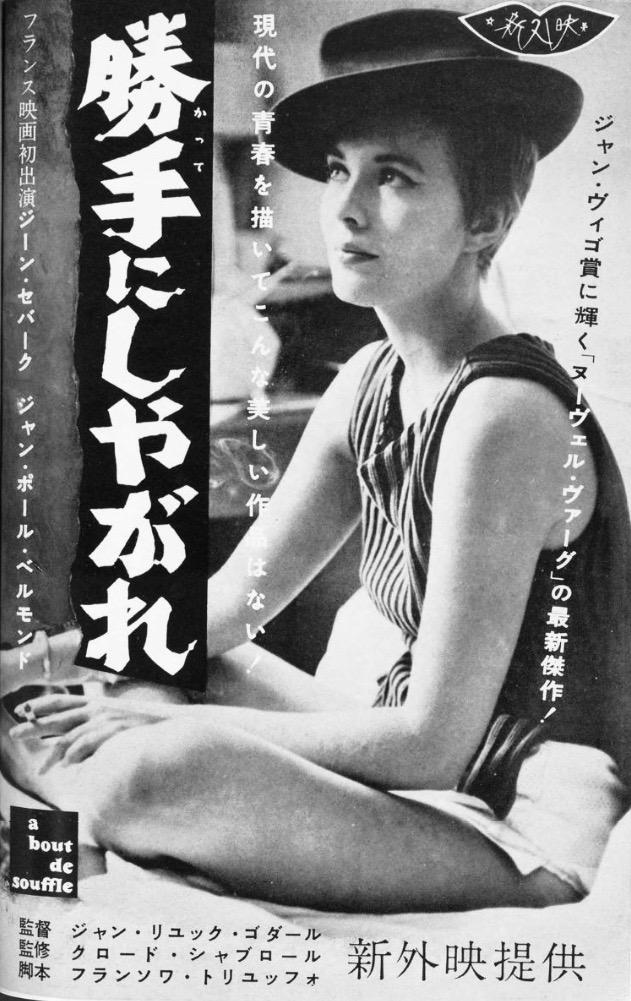
『勝手にしやがれ』（1960年）
『さよならパリ』（1961年）
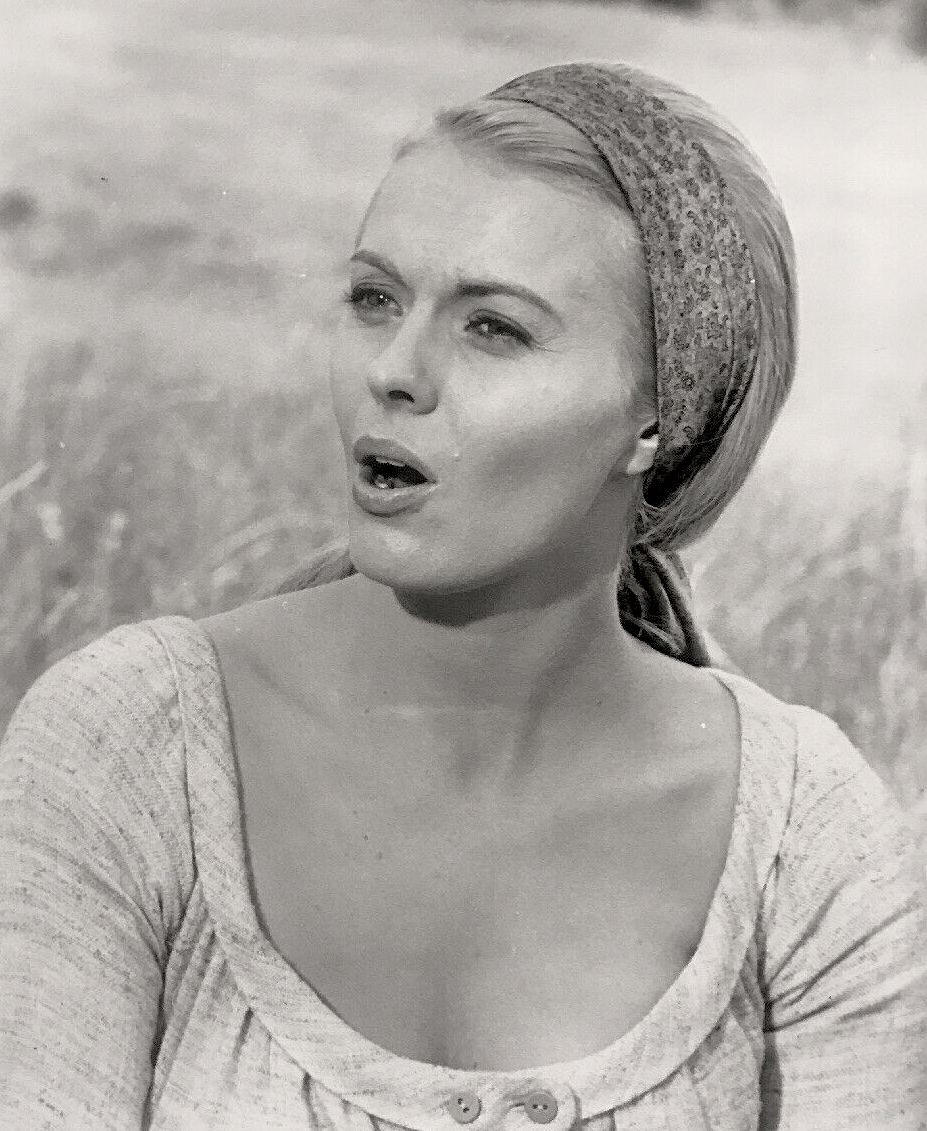
1969年
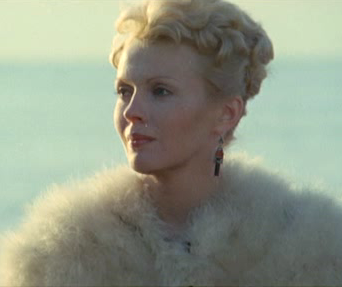
『殺しのギャンブル』（1972年）

## 主な出演作品
- 聖女ジャンヌ・ダーク Saint Joan  (1957)
- 悲しみよこんにちは Bonjour tristesse  (1958)
- ピーター・セラーズのマ☆ウ☆ス The Mouse That Roared  (1959)
- 勝手にしやがれ À bout de souffle  (1960)
- さよならパリ Les Grandes personnes (1961)
- L'Amant de cinq jours (1961)
- La Récréation (1961)
- Congo vivo (1962)
- フレンチ・スタイルで In the French Style  (1963)
- リリス Lilith (1964)
- 素晴らしき男 A Fine Madness  (1966)
- ペルーの鳥 LES OISEAUX VONT MOURIR AU PEROU  (1968)
- ペンチャーワゴン (1969)
- 大空港 Airport (1970)
- 殺し Kill!  (1971)
- 殺しのギャンブル Camorra (1972)

## セバーグを描いた作品
- 『セバーグ』（2019年米国、ベネディクト・アンドリューズ（英語版）監督）：クリステン・スチュワートが主役としてセバーグを演じた。

## 関連書籍
- Richards, David(1981). Played Out: The Jean Seberg Story. Random House . ISBN 0-394-51132-8.
- ギャリー・マッギー　『ジーン・セバーグ』　石崎一樹訳　水声社　2011年3月